# Walk Away (pjesma Kelly Clarkson)
"Walk Away" je pjesma američke pjevačice Kelly Clarkson. Pjesma je objavljena 31. siječnja 2006. godine kao peti singl s njenog albuma Breakaway. Pjesmu su napisali Kelly Clarkson, Kara DioGuardi, Raine Maida i Chantal Kreviazuk, dok su producenti Raine Maida i Kara DioGuardi.

## O pjesmi
Clarkson je nazvala pjesmu "Walk Away" jednom od najsvjetlijih pjesama s albuma, rekla je kako je to pjesma koji svi pjevaju i skakutaju u autu dok voze. Također je izjavila kako pjesma govori o stvarima koje ti ne idu u životu.

## Uspjeh pjesme
Pjesma je 21. siječnja 2006. godine debitirala na 97. poziciji ljestvice Billboard Hot 100. "Walk Away" je prva pjesma s albma Breakaway koja se nije plasirala unutar najboljih deset na toj ljestvici, plasirala se na 12. poziciji. Pjesma je dobila zlatnu certifikaciju od Recording Industry Association of Americae (RIAA) s prodanih 500 000 primjeraka u SAD-u. Do veljače 2010. godine pjesma je prodana u 1 100 000 primjeraka u SAD-u.
U Ujedinjenom Kraljevstvu spot pjesme bio je objavljen tjedan dana prije same pjesme, te se plasirao na 21. poziciji, dok se u Australiji pjesma plasirala na 27. poziciji. U Autraliji i Ujedinjenom Kraljevstvu pjesma se držala osam tjedana na ljestvicama.
Na njemačkoj ljestvici singlova Media Control Singles Top 100 pjesma se plasirala na 30. poziciji a na ljestvici se držala 16 tjedana, dok se na švicarskoj ljestvici singlova Schweize Singles Top 100 plasirala na 58. poziciji i držala 11 tjedana.

## Popis pjesama
Australski maksi singl
1. "Walk Away" - 3:08
2. "Since U Been Gone" (live at Rollingstone.com)
3. "Walk Away" (Chris Cox Radio Mix) - 3:39
4. "Walk Away" (Ralphi Rosario Radio Mix) - 3:57

Britanski CD singl
1. "Walk Away" - 3:08
2. "Walk Away" (Chris Cox Radio Mix) - 3:39

## Ljestvice
| Ljestvice (2006.)                           | Najviša pozicija |
| ------------------------------------------- | ---------------- |
| Australija                                  | 27               |
| Austrija                                    | 29               |
| Irska                                       | 10               |
| Novi Zeland                                 | 19               |
| Njemačka                                    | 30               |
| SAD Billboard Hot 100                       | 12               |
| SAD Billboard Pop 100                       | 6                |
| SAD Billboard Hot Adult Contemporary Tracks | 19               |
| SAD Billboard Hot Adult Top 40 Tracks       | 3                |
| SAD Billboard Hot Dance Club Play           | 5                |
| Švicarska                                   | 58               |
| Ujedinjeno Kraljevstvo                      | 21               |

## Povijest objavljivanja
| Država                 | Datum              |
| ---------------------- | ------------------ |
| SAD                    | 31. siječnja 2006. |
| Kanada                 | 31. siječnja 2006. |
| Ujedinjeno Kraljevstvo | 13. ožujka 2006.   |
| Australija             | 18. ožujka 2006.   |
| Europa                 | 18. svibnja 2006.  |
| Njemačka               | 24. studenog 2006. |